# ダーネル・ステンソン
ダーネル・レナウルド・ステンソン（Dernell Renauld Stenson、1978年6月17日 - 2003年11月5日）は、 アメリカ合衆国・ジョージア州ラグレンジ出身のプロ野球選手（外野手）。左投左打。

## 経歴

### プロ入り前
木こりだった父ジェームズと母コーラの間に8人兄弟の末っ子として生まれ、地元ラグレンジのラグレンジ高等学校でプレーしていた。

### レッドソックス傘下時代
1996年のMLBドラフト3巡目（全体91位）でボストン・レッドソックスから指名され、7月10日に契約を交わし入団。契約後は傘下ルーキー級ガルフ・コーストリーグ・レッドソックスに配属された。
翌1997年シーズンに傘下A級ミシガン・バトルキャッツに昇格するとその後は順調にキャリアを積み重ね、4年目の1999年シーズンには傘下AAA級ポータケット・レッドソックスに昇格した。
1999年以降はAAAに定着し、強打の一塁手兼外野手として米ベースボール・アメリカ誌が発表するトッププロスペクトランキングにも選出されるなど結果を残していた。しかし、当時のレッドソックスは正一塁手にフロリダ・マーリンズから移籍してきたブライアン・ドーバック、外野や指名打者のポジションにおいてもマニー・ラミレス・リッキー・ヘンダーソンなどの錚々たる選手が控えていたこともあり、ステンソンにメジャー昇格の機会は一度も訪れなかった。
ステンソンは2002年までレッドソックス傘下のマイナーチームでプレーした。最終年となった同年はAAA級ポータケットで107試合に出場して打率.250、9本塁打、36打点の成績を残した。

### レッズ時代
2003年2月25日、ウェイバーを経てシンシナティ・レッズへ移籍。移籍後は主に傘下AA級チャタヌーガ・ルックアウツでプレーしていたが、8月にメジャー初昇格。同年8月13日の対アリゾナ・ダイヤモンドバックス戦（グレート・アメリカン・ボール・パーク）において、9回裏にクリス・リーツマの代打としてメジャー初出場を果たした。
その後、3日後の16日の対ヒューストン・アストロズ戦（グレート・アメリカン・ボール・パーク）ではウェイド・ミラーからメジャー初安打をエンタイトル二塁打で記録し、翌17日の同カードではティム・レディングからメジャー初本塁打を記録するなど打撃面で結果を残し、8月後半からは主に左翼手としてメジャーに定着。最終的に同年はメジャーで37試合に出場して打率.247、3本塁打、13打点の成績を残した。
同年シーズン終了後には、米国内で開催されるウィンターリーグであるアリゾナ・フォールリーグ（AFL）に参加し、アリゾナ州スコッツデールを本拠地とするスコッツデール・スコーピオンズに所属していた。

## 殺害事件

### 事件の概要
2003年11月5日、ステンソンはスコッツデールのナイトクラブの駐車場で強盗目的の4人組の男に襲われ、自らが所有していた2002年製のいすゞ・ロデオによって拉致された。ステンソンはスコッツデールの南方約30kmにあるチャンドラーの町で車から逃げようとしたが、誘拐犯によって頭部と胸部に銃弾を受けた。その後シートベルトが絡まり、自身の車に撥ねられて死亡した。

### 犯人逮捕と裁判
当初はカージャックに遭ったと考えられていたが、その後の調査によってより計画的な犯行であった疑いが浮上した。最終的には、強盗殺人として4人の男（レジナルド・リドル、ケビン・リドル、デビッド・グリフィス、ロバート・メイ）が逮捕された。
このうち、ロバート・メイについてはシカゴを拠点とするストリートギャング、ギャングスター・ディサイプルズに対して証言したことから証人保護プログラムの保護対象にあたると判断され、起訴は取り下げられた。残る3人のうち、ケビン・リドル（レジナルドの異母兄弟）は自動車盗難罪と捜査攪乱の容疑で懲役8年9ヶ月の刑を言い渡された。
残るレジナルド・リドルとデビッド・グリフィスの両名は第一級殺人、誘拐、武装強盗など6件の容疑で起訴された。このうちレジナルド・リドルについては共犯のデビッド・グリフィスに対する証言と引き換えに罪を減じる答弁取引に応じ、レジナルドは2008年1月25日に終身刑（25年後の2033年に仮釈放の資格を得る）の判決を受けた。グリフィスについてはレジナルドの証言も踏まえ検察は死刑を求刑し、2007年12月に第一級殺人・誘拐・武装強盗等の容疑で仮釈放無しの終身刑の判決が下った。

### その他
- 捜査の過程で、ステンソンは元ガールフレンドのジェニファー・ガディスから脅迫的なテキストメッセージを受け取っていたことが判明した。内容は「二度と私と会わないことを願うがいい」「ダーネルは第四級殺人罪に処されるべきだと信じて疑わない」というものだった。また、ガティスは以前、ステンソンの注意を引くために妊娠や自殺を偽るといった不安定な行動をとっていたこともわかった。この裏付けを元に警察はガディスの自宅と職場を捜索し、ガティスに対して広範囲な質問をしたが、警察はこの一件には関与していないと結論付けた。
- ステンソンの殺害を受け、AFLは喪に服すため2日間日程を中断した。また、翌2004年からは模範的なスポーツマンシップを示した選手に贈る賞としてステンソンの名を冠した「ダーネル・ステンソン・スポーツマンシップ・アワード」（通称ステンソン・アワード）が創設された。
- ステンソンが2003年の大半で所属していたルックアウツは所属時の背番号「26」を永久欠番とした。後年、ルックアウツはシンシナティ傘下から外れたが、永久欠番は継続されて現在に至る。

## 詳細情報

### 年度別打撃成績
| 年 度    | 球 団    | 試 合 | 打 席 | 打 数 | 得 点 | 安 打 | 二 塁 打 | 三 塁 打 | 本 塁 打 | 塁 打 | 打 点 | 盗 塁 | 盗 塁 死 | 犠 打 | 犠 飛 | 四 球 | 敬 遠 | 死 球 | 三 振 | 併 殺 打 | 打 率 | 出 塁 率 | 長 打 率 | O P S |
| -------- | -------- | ----- | ----- | ----- | ----- | ----- | -------- | -------- | -------- | ----- | ----- | ----- | -------- | ----- | ----- | ----- | ----- | ----- | ----- | -------- | ----- | -------- | -------- | ----- |
| 2003     | CIN      | 37    | 93    | 81    | 14    | 20    | 5        | 0        | 3        | 34    | 13    | 0     | 0        | 0     | 1     | 11    | 0     | 0     | 24    | 0        | .247  | .333     | .420     | .753  |
| MLB：1年 | MLB：1年 | 37    | 93    | 81    | 14    | 20    | 5        | 0        | 3        | 34    | 13    | 0     | 0        | 0     | 1     | 11    | 0     | 0     | 24    | 0        | .247  | .333     | .420     | .753  |

### 背番号
- 63（2003年)